# Kristianstad Vattenrike
La reserva de la biosfera Kristianstads Vattenrike, una zona pantanosa protegida en el lago Hammarsjön, rodeando la ciudad de Kristianstad en Escania, al sur de Suecia. El punto más bajo de Suecia se encuentra en la reserva a 2,41 metros bajo el nivel del mar. El punto se encuentra en la parte baja de lo que en el pasado fue Nosabyviken, una bahía en el lago de Hammarsjön. La bahía fue desecada en los años 1860 por John Nun Milner, un ingeniero, para obtener más tierra arable para Kristianstad.
Establecido en 2005, proporciona un hábitat para un gran número de especies en peligro de aves y peces. Hay también depósitos que quedan de la Edad de Hielo, los bosques de la bahía de Hanöbukten y los ricos humedales del río Helge. La reserva de la biosfera Kristianstads Vattenrike es visitada por alrededor de 100.000 personas cada año.